# Primær skleroserende kolangitis
Primær skleroserende kolangitis er en autoimmun, kronisk betændelsestilstand i galdegangene. Sygdommen risikerer at lukke galdegangene, hvorved der ophobes galdestoffer i blodet og galdeafløbet forhindres.
Sygdommen ses ofte hos personer, der lider af Colitis ulcerosa (ofte) og Crohns sygdom (sjældnere).

## Symptomer
Symptomer på primær skleroserende kolangitis kan være træthed, hudkløe og gulsot. Der er også større risiko for akutte infektioner og galdestensanfald.